# Фуџисава (Канагава)
Фуџисава (јап. 藤沢市) град је у Јапану у префектури Канагава. Према попису становништва из 2005. у граду је живело 395.997 становника.

## Становништво
Према подацима са пописа, у граду је 2005. године живело 395.997 становника.
| 1995.   | 2000.   | 2005.   |
| ------- | ------- | ------- |
| 368.651 | 379.185 | 395.997 |